# Almost Blue (album)
Pour les articles homonymes, voir Almost Blue.
Albums de Elvis Costello
Trust
(1981) Imperial Bedroom
(1982)
Almost Blue (1981) est un album d'Elvis Costello and the Attractions. Il contient exclusivement des reprises de chansons country.
Il portait à l'origine une étiquette affichant : « WARNING : This album contains country & western music and may cause offence to narrow minded listeners. »

En français : « ATTENTION : Cet album contient de la musique country & western et pourrait offenser les étroits d'esprit. »
"Almost Blue" est également une chanson de son album Imperial Bedroom de 1982.

## Liste des pistes
| 1.  | Why Don't You Love Me (Like You Used to Do)? | Hank Williams                 | 1:40 |
| 2.  | Sweet Dreams                                 | Don Gibson                    | 3:00 |
| 3.  | Success                                      | Johnny Mullins                | 2:41 |
| 4.  | I'm Your Toy                                 | Gram Parsons, Chris Ethridge  | 3:23 |
| 5.  | Tonight the Bottle Let Me Down               | Merle Haggard                 | 2:09 |
| 6.  | Brown to Blue                                | George Jones, Virginia Franks | 2:40 |
| 7.  | A Good Year for the Roses                    | Jerry Chesnut                 | 3:10 |
| 8.  | Sittin' and Thinkin'                         | Charlie Rich                  | 3:02 |
| 9.  | Colour of the Blues                          | Lawton Williams, George Jones | 2:21 |
| 10. | Too Far Gone                                 | Billy Sherrill                | 3:28 |
| 11. | Honey Hush                                   | Lou Willie Turner             | 2:15 |
| 12. | How Much I Lied                              | Parsons, Pam Rifkin           | 2:55 |

| 13. | He's Got You (Live)                     | Hank Cochran         | 4:07 |
| 14. | Cry, Cry, Cry (Live)                    | Johnny Cash          | 2:45 |
| 15. | There Won't Be Anymore (Live)           | Rich                 | 2:23 |
| 16. | Sittin' and Thinkin' (Live)             | Riche                | 2:55 |
| 17. | Honey Hush (Live)                       | Turner               | 2:31 |
| 18. | Psycho (Live)                           | Leon Payne           | 3:36 |
| 19. | Your Angels Steps Out of Heaven         | Jack Ripley          | 1:58 |
| 20. | Darling, You Know I Wouldn't Lie        | Wayne Kemp, Red Lane | 2:37 |
| 21. | My Shoes Keep Walking Back to You       | Lee Ross, Bob Wills  | 2:04 |
| 22. | Tears Before Bedtime (Première version) | Costello             | 2:27 |
| 23. | I'm Your Toy (Live)                     | Parsons, Ethridge    | 3:46 |

| 1.  | Stranger in the House                                  | Costello                        | 3:39 |
| 2.  | We Ought to be Ashamed                                 | James, Montgomery               | 2:47 |
| 3.  | Radio Sweetheart (Live)                                | Costello                        | 3:15 |
| 4.  | Stranger in the House (Live)                           | Costello                        | 3:56 |
| 5.  | Psycho (Live)                                          | Payne                           | 3:35 |
| 6.  | If I Could Put Them All Together (I'd Have You) (Live) | Even Stevens                    | 2:28 |
| 7.  | Motel Matches (Live)                                   | Costello                        | 2:21 |
| 8.  | He'll Have To Go (Live)                                | Joe Allison, Audrey Allison     | 2:51 |
| 9.  | Girls Talk (Live)                                      | Costello                        | 1:46 |
| 10. | Too Far Gone                                           | Sherrill                        | 3:11 |
| 11. | He's Got You                                           | Cochran                         | 3:51 |
| 12. | Honky Tonk Girl                                        | Loretta Lynn                    | 2:26 |
| 13. | That's Why I'm Walking                                 | Brownie McGhee, Sonny Terry     | 2:22 |
| 14. | Wondering                                              | Joe Werner                      | 2:21 |
| 15. | Darling, You Know I Wouldn't Lie                       | Kemp, Lane                      | 2:37 |
| 16. | My Shoes Keep Walking Back to You                      | Ross, Wills                     | 2:04 |
| 17. | Blues Keep Calling                                     | Janis Martin                    | 2:07 |
| 18. | Tears Before Bedtime (Première version)                | Costello                        | 2:27 |
| 19. | Psycho                                                 | Payne                           | 3:32 |
| 20. | Cry, Cry, Cry                                          | Cash                            | 2:45 |
| 21. | I'll Take Care of You                                  | Brook Benton                    | 3:11 |
| 22. | Your Angel Steps Out of Heaven                         | Ripley                          | 1:59 |
| 23. | Brand New Heartache (Live)                             | Felice Bryant, Boudleaux Bryant | 2:29 |
| 24. | There Won't Be Anymore (Live)                          | Rich                            | 2:32 |
| 25. | Sittin' and Thinkin' (Live)                            | Rich                            | 2:51 |
| 26. | Honey Hush (Live)                                      | Turner                          | 2:30 |
| 27. | I'm Your Toy (Live)                                    | Parsons, Ethridge               | 3:46 |

## Personnel
- Elvis Costello - Chant; Guitare
- Steve Nieve - Piano; Orgue électronique
- Bruce Thomas - Guitare basse
- Pete Thomas - Batterie

### Personnel Supplémentaire
- John McFee - Guitare solo; Pedal steel guitar